# گورستان نظامی پوونسکی
گورستان نظامی پوونسکی (لهستانی: Cmentarz Wojskowy na Powązkach) یک گورستان نظامی قدیمی است که در منطقهٔ ژولیبوژ در غرب ورشو واقع شده‌است و نباید آن را با گورستان پوونسکوفسکی اشتباه گرفت. این گورستان نظامی آرامگاه‌های بسیاری را از کسانی در خود جای داده‌است که از اوایل قرن نوزدهم برای کشورشان جنگیده و جان باخته‌اند، از جمله تعداد زیادی که در نبرد ورشو در سال ۱۹۲۰، مبارزات تهاجم آلمان به لهستان در سپتامبر ۱۹۳۹، و قیام ورشو در سال ۱۹۴۴ علیه آلمان نازی شرکت داشتند.

## برخی از به‌خاک‌سپرده‌شدگان مشهور
- ماگدالنا آباکانوویچ
- ووادیسواف بارتوشوسکی
- زیگموند برلینک
- بولسواف بیروت
- یان بیتنار
- گژگوش چیخوفسکی
- یوزف چیرانکیویتس
- کاژیمیش دینا
- کساوری دونیکوفسکی
- آدولف دیمشا
- وویچیخ فانگور
- آئوگوست امیل فیلدورف
- برونیسواف گرمک
- ووادیسواف گومولکا
- کاژیمیش گورسکی
- لئوپولد اینفلد
- آلینا یانوفسکا
- وویچیخ یاروزلسکی
- ریشارد کاپوشینسکی
- لشک کولاکوفسکی
- ووادیسواف کومار
- تادئوش کونویتسکی
- کاژیمیش کوراتوفسکی
- استفان کوریوویچ
- اسکار لانگه
- تادئوش اومنیتسکی
- گژگوش میتسوگوف
- یان اولشفسکی
- ماریان ریفسکی
- زبیگنیف رلیگا
- کامیلا اسکولیموفسکا
- پیوتر سوبوچینسکی
- دانوتا شافلارسکا
- ایرنا شوینسکا
- ووادیسواف اشپیلمان
- یولیان توئیم
- ویتولد وویدا